# Euphyia euscopus
Euphyia euscopus är en fjärilsart som beskrevs av V.Schultz 1930. Euphyia euscopus ingår i släktet Euphyia och familjen mätare. Inga underarter finns listade i Catalogue of Life.